# سیارک ۸۵۶۸
سیارک ۸۵۶۸ (به انگلیسی: 8568 Larrywilson، نامگذاری:1996RU2) هشت هزار و پانصد و شصت و هشتمین سیارک کشف شده‌است که در ۱۰ سپتامبر ۱۹۹۶ کشف شد.
قدر مطلق سیارک برابر ۱۵٫۶۰ است.